# Arbeitserziehungslager Liebenau (Württemberg)

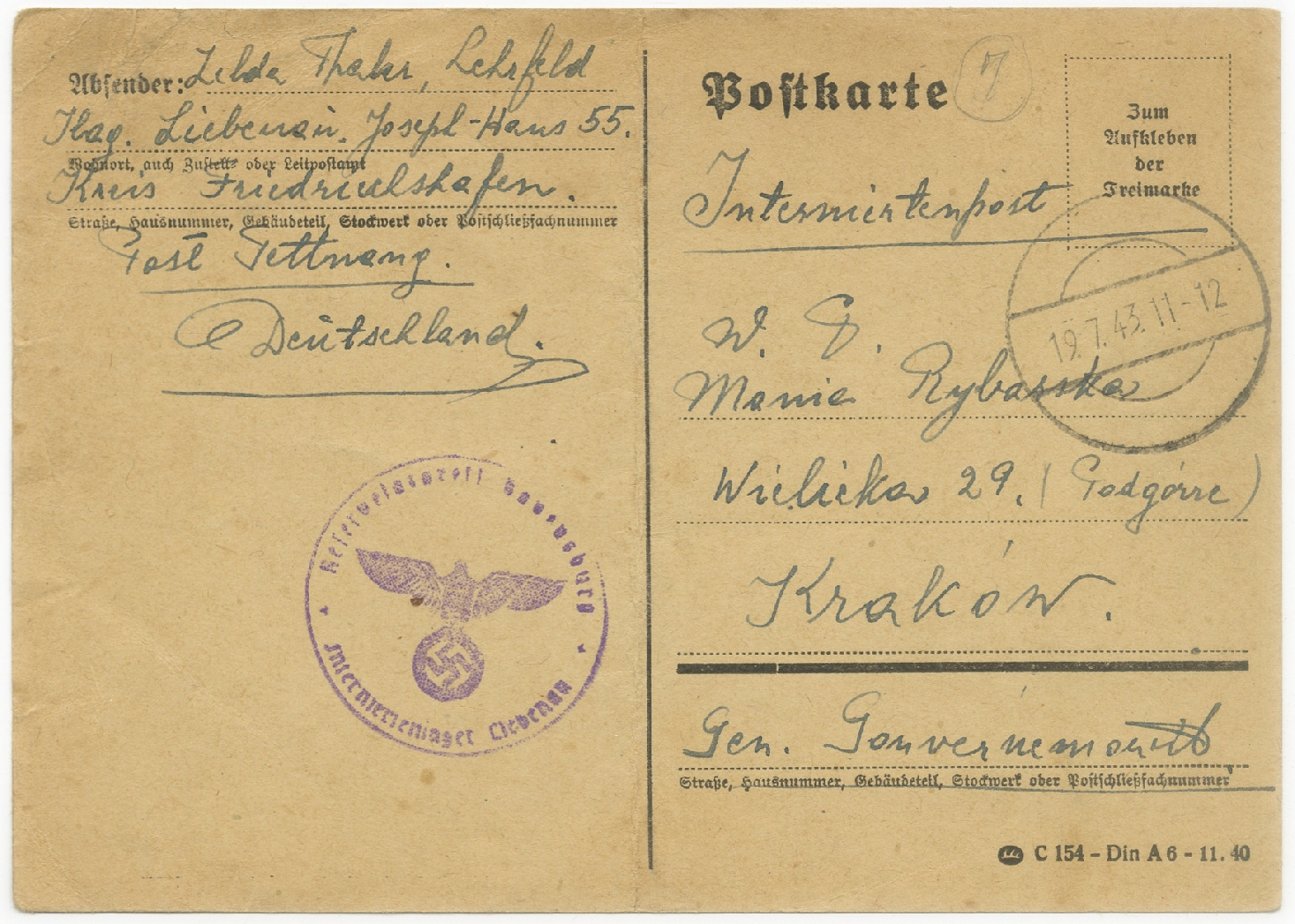
„Interniertenpost“ der Jüdin Zelda Thaler Lehrfeld von 1943 an Marie Rybasska in Krakow im Generalgouvernement

Das Arbeitserziehungslager Liebenau, auch Internierungslager Liebenau und Ilag V Liebenau genannt, war ein in Schloss Liebenau in der Gemeinde Meckenbeuren nahe Friedrichshafen am Bodensee eingerichtetes Arbeitserziehungs- und Internierungslager. Es wurde zur Zeit des Nationalsozialismus im Jahr 1940 eingerichtet und während des Zweiten Weltkrieges bis 1945 betrieben.

## Geschichte
In dem ehemaligen Schloss des Ortes Liebenau war vor 1940 die Stiftung Liebenau untergebracht. Diese von einer Ordensschwester geführte Pflege- und Heilanstalt diente „Menschen, die aufgrund eines geistigen oder körperlichen Gebrechens oder aufgrund ihres Alters besonderer Pflege bedurften“.
Ab Juli 1940 wurde ein Teil der Pflegebedürftigen im Rahmen des NS-Euthanasieprogramms in die Tötungsanstalten Grafeneck und Hadamar verlegt, in denen schätzungsweise 510 von ihnen ermordet wurden.
Liebenau wurde anschließend in Teilen zur Internierung von aus sogenannten „Feindländern“ verschleppten Frauen genutzt. Andere Teile des Gebäudes dienten ab 1942 als Lazarett für die Wehrmacht sowie für eine ausgelagerte Abteilung des Auswärtigen Amts.

## Gedenkstätte
In einer Kirche in Meckenbeuren wurde eine Gedenkstätte eingerichtet zur Erinnerung an die mit dem kaschierenden Begriff „Euthanasie“ verübten Krankenmorde.

## Archivalien
Archivalien von und über das Arbeitserziehungslager Liebenau finden sich beispielsweise
- in den Arolsen Archives – International Center on Nazi Persecution unter der Archivsignatur DE ITS 1.1.21 als Sammlung von mehr als 600 Häftlingskarten, darunter auch solche aus dem Ilag VII Laufen in Oberbayern, dem Lager Seeblick und  dem Lager Fischweiher bei Friedrichshafen sowie dem Reserve-Lazarett Konstanz;[1]

Daneben tauchen Dokumente ehemaliger internierter Personen mitunter aus Privatbesitz auf; so wurden im Jahr 2020 beispielsweise 11 handgeschriebene Korrespondenz-Schreiben, teils sogenannte „Internierungspost“, der jüdischen Internierten und gebürtigen Polin Zelda Thaler Lehrfeld aus dem Zeitraum von 1943 bis 1944 über das Auktionshaus Kedem für 250 $ versteigert.